# Schnappt Gotti
Schnappt Gotti (Originaltitel: Get Gotti) ist eine dreiteilige US-amerikanische Krimi-Dokureihe aus dem Jahr 2023 für den Streamingdienst Netflix über den Mafia-Boss John Gotti und die Arbeit der Strafverfolgungsbehörden, die ihn zu inhaftieren versuchten.

## Inhalt
Die Dokureihe beleuchtet die kriminelle Laufbahn von John Gotti innerhalb der „Gambino-Familie“ von der amerikanischen Cosa Nostra und seinen Aufstieg nach der Ermordung seines Bosses „Big Paul“ Castellano. Darüber hinaus berichten Beamte verschiedener Strafverfolgungsbehörden von ihren Ermittlungen gegen Gotti.

## Episodenliste
| Nr. | Deutscher Titel | Originaltitel | Erstveröffentlichung USA | Deutschsprachige Erstveröffentlichung (D/A/CH) |
| --- | --------------- | ------------- | ------------------------ | ---------------------------------------------- |
| 1   | Folge 1         | Episode 1     | 24. Okt. 2023            | 24. Okt. 2023                                  |
| 2   | Folge 2         | Episode 2     | 24. Okt. 2023            | 24. Okt. 2023                                  |
| 3   | Folge 3         | Episode 3     | 24. Okt. 2023            | 24. Okt. 2023                                  |

## Liste der Interviewpartner
- A. Kirke Bartley, Jr. – Prozessanwalt für die Bezirksstaatsanwaltschaft, Queens
- Andrea Giovino – Buchautorin und Ex-Frau des Mafioso Frank „Curly“ Lino von der „Bonanno-Familie“
- Anthony Ruggiano Jr. – Sohn von Anthony „Fat Andy“ Ruggiano Sr. und ehem. Assoziierter der „Gambino-Familie“
- Barbara Nevins Taylor – Amerikanische Journalistin
- Bruce Mouw – Leitender Special Agent des FBI
- Dave Swanson – FBI-Special Agent
- Diane Giacalone – Stellvertretende Bundesstaatsanwältin, New York
- Eric Shawn – Amerikanischer Journalist
- Frank O’Hara – Leitender Ermittler der Organised Crime Task Force (OCTF)
- George Gabriel – FBI-Agent
- Gregory Stasiuk – OCTF-Spezialermittler
- Jim Kossler – FBI-Coordinating Supervisory Special Agent
- Laura A. Ward – Bundesstaatsanwältin, New York
- Martin Clifton – FBI-Special Agent
- Mary Murphy – Journalistin
- Michael Shapiro – Strafverteidiger
- Ronald Goldstock – Direktor der OCTF
- Salvatore „Crazy Sal“ Polisi – Ehem. Assoziierter der Familien „Colombo“ und „Gambino“ und späterer Kronzeuge
- Susan Kellman – Strafverteidigerin

## Hintergrund
Die von Raw TV in Kooperation mit Brillstein Entertainment Partners und All3Media unter der Regie von Sebastian Smith produzierte Dokureihe wurde am 24. Oktober 2023 weltweit auf dem Streamingdienst Netflix veröffentlicht. Die deutsche Synchronisation der Dokureihe entstand unter der Dialogregie von Marina Lemme nach einem Dialogbuch von Johanna Magdalena Schmidt durch die Synchronfirma Iyuno Germany.